# Héros national du Sri Lanka
Héros national du Sri Lanka (en anglais, National Heros of Sri Lanka) est un titre honorifique du Sri Lanka.
Il est attribué aux personnes considérées ayant joué un rôle majeur dans la lutte pour la liberté du pays. Chaque année, le jour de l'indépendance, ces personnes sont célébrées et le président rend hommage en observant deux minutes de silence à leur mémoire.

## Liste des héros

### Grande rébellion d'Uva de 1817-18
Les 19 leaders de la Grande rébellion d'Uva de 1817-18, qualifiés de traîtres par les Britanniques, ont été nommés héros nationaux le 8 décembre 2016.
- Keppetipola Disawa d'Uva
- Godegedera d'Uva
- Ketakala Mohattale d'Uva
- Maha Betmerale d'Uva
- Kuda Betmerale d'Uva
- Palegolle Mohattale d'Uva
- Wattekeyle Mohattale d'Uva
- Polgahagedare Rehenerale d'Uva
- Passerewatte Vidane d'Uva
- Kiwulegedere Mohottale de Walapane
- Kalugamuwe Mohottale de Walapane
- Udamadure Mohottale de Walapane
- Kohukumbure Rate Rala de Wellassa
- Kohukumbure Walauwe Mohottale de Wellassa
- Butawe Rate Rale de Wellassa
- Baginigahawela Rate Rale de Wellassa
- Maha Badullegammene Rate Rale de Wellassa
- Bulupitiye Mohottale de Wellassa
- Palle Malheyae Gametirale de Wellassa

Les 49 personnes de la Grande rébellion d'Uva de 1817-18 condamnés à mort par la Cour martiale, ont été nommés héros nationaux le 11 septembre 2017.
- Appurala Arachchila, Uva
- Appuhamy Arachchila, Uva
- Arampola (Loku) Mohottala, Sath Koralaya
- Aluthnuwara Appuwa, Sabaragamuwa
- Aluthnuwara Naiderala, Sabaragamuwa
- Aluvihare Nilame, Matale
- Ellepola Maha Nilame, Matale
- Idamegama Ganethirala, Uva Medakinda
- Iriyagama Kalubanda, Yatinuwara
- Udapalathe Vidane
- Kalugalpitiye Vidane
- Kepettipola Maha Nilame, Matale
- Kindi Menika Duraya, Sabaragamuwa
- Kirinaida Premier
- Kirinaida Second
- Kivulegedara Mohottala, Viyaluwa
- Kuda Badulugammana Raterala, Wellassa
- Kumbakele Shilpa
- Kethukurala, Sath Koralaya
- Kotabowe Magalarawe Mohottala, Wellassa
- Ganitha Uva
- Thennewatte Disawa, Dumbara
- Diyakele Pihanarala
- Deegolle Raterala, Uva
- Dewdiya Raterala, Uva Yatikinda
- Dewagolle Hondahami, Sabaragamuwa
- Nindagame Dinga
- Tikirala Alias Kandukara Arachchi
- Tikiri Rala
- Pelawa Mahaduraya
- Puncha / Pinchi
- Polgahagedara Pihanarala, Uva
- Butawe Raterala, Wellassa
- Boragolle Mohottala, Walapane
- Bodimaluwe Vidane, Sabaragamuwa
- Madugalle Udagabada Nilame, Dumbara
- Madulle Aruma, Walapane
- Madulle Ganethirala, Walapane
- Madulle Punchirala, Walpane
- Mawathagama Nilame, Sath Koralaya
- Medagasthalawe Basnayaka Rala
- Wadawela Mohottala, Uva
- Welarawe Raterala, Uva
- Sedara, Sabaragamuwa
- Hakmana Thennewatte Nilame, Dumbara
- Hannasgedara Mohottala, Matale
- Haloluwe Kuda Sattambi, Harispattuwa
- Higgahalande Vidane, Uva

Les 32 personnes de la Grande rébellion d'Uva de 1817-18 comdamnés à l'exil en Maurice, ont été nommés héros nationaux le 11 septembre 2017.
- Ambagaspitiye Lekam, Dumbara
- Amunugama Hitapu Kunam Maduwe Lekam, Dumbara
- Ihagama Unnanse, Harispattuwa
- Iriyagama Nilame, Yatinuwara
- Iriyagama Rate Mahathmaya, Yatinuwara
- Ketakele Mohottala, Uva
- Ketakumbure Hitapu Rate Mahathmaya, Udunuwara
- Kurukohogama Kiribanda, Dumbara
- Kempitiye Korala, Sathara Koralaya
- Kohukumbure Raterala, Wellassa
- Galagoda Kotte Disa Mahathmaya, Hewaheta
- Godegedara Adikaram, Wellassa
- Thalagune Wannaku Nilame, Dumbara
- Dangamuwe Mohottala, Uva Yatikinda
- Dedunupitiya Mohottala, Thumpane Palle Palatha
- Demodara Mohottala, Sabaragamuwa
- Dodamwala Banda
- Pitawala Lekam Mahathmaya, Dumbara
- Pilimathalawe Nilame, Yatinuwara
- Maththemagoda Thamankaduwa Disawa, Thumpane
- Mathethemagoda Thun Korale Disawa, Thumpane
- Meegahapitiye Raterala, Wellassa
- Meewathure Hitapu Lekam, Yatinuwara
- Rahupola Pihanarala, Uva Udukinda
- Wattekele Mohottala, Uva Soranathota
- Walpalagolle Muhandiram, Thumpane Ganata Palatha
- Wettewe Hitapu Rate Mahathmaya, Thumpane Uda Palatha
- Hapathgamuwa (Loku) Mohottala, Viyaluwa
- Hapathgamuwe (Kuda) Mohottala, Viyaluwa
- Kanawerelle Raterala, Uva
- Karane Raterala
- Kurugahagama Kiribanda

### Rébellion de Matale de 1848
- Puran Appu (en)
- Gongalegoda Banda (en)
- Kadahapola Thero (en)

### Mouvement d'indépendance du Sri Lanka
- Anagarika Dharmapala
- C. W. W. Kannangara
- D. R. Wijewardena
- Don Stephen Senanayake
- E. W. Perera
- Fredrick Richard Senanayake
- Henry Pedris
- James Peiris
- Ponnambalam Arunachalam
- Ponnambalam Ramanathan
- Tuan Burhanudeen Jayah
- A. Ekanayake Gunasinha
- Arthur V. Dias
- Charles Edgar Corea
- Don Baron Jayatilaka
- George E. de Silva
- Gratien Fernando
- Henry Woodward Amarasuriya
- Herbert Sri Nissanka
- Leslie Goonewardene
- Vivienne Goonewardene
- M. C. Siddi Lebbe
- Madduma Bandara Ehelapola
- N. M. Perera
- Philip Gunawardena
- S. Mahinda
- Susantha de Fonseka
- Thomas Amarasuriya
- Victor Corea
- Vivienne Goonewardene
- W. A. de Silva
- Walisinghe Harischandra
- Wilmot A. Perera

### Autres
- Pandara Vanniyan - 1982